# Grande fome de Tenmei

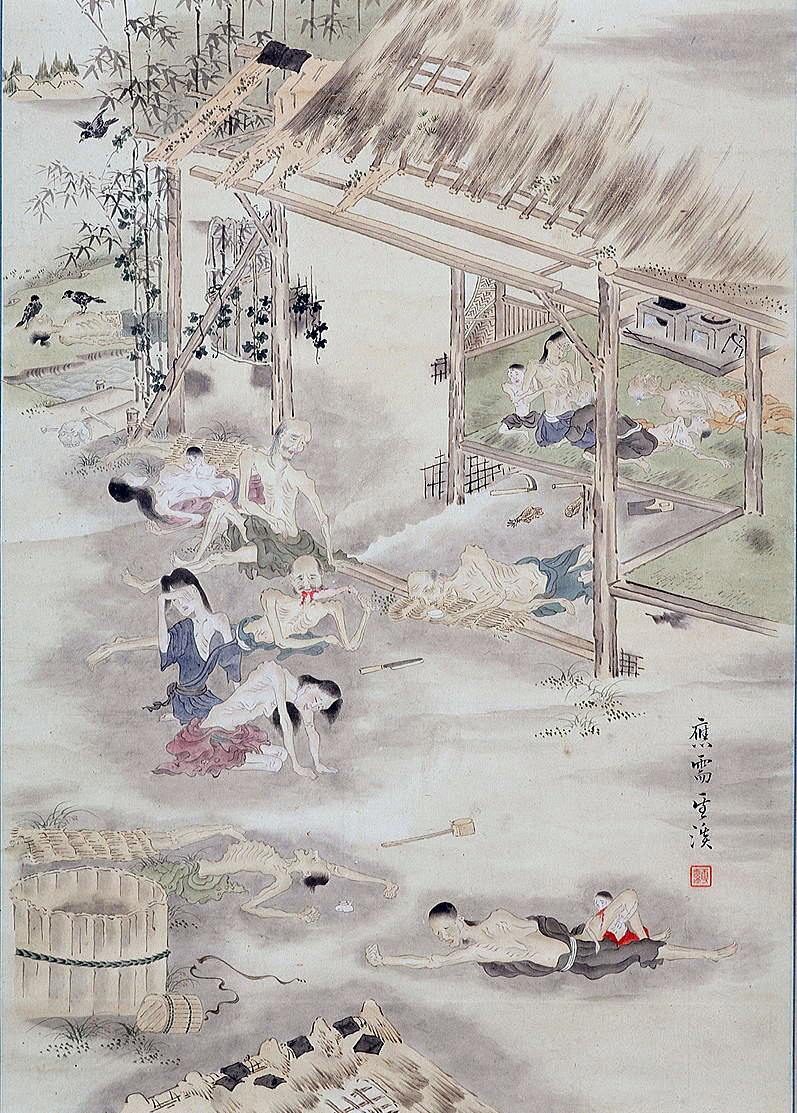

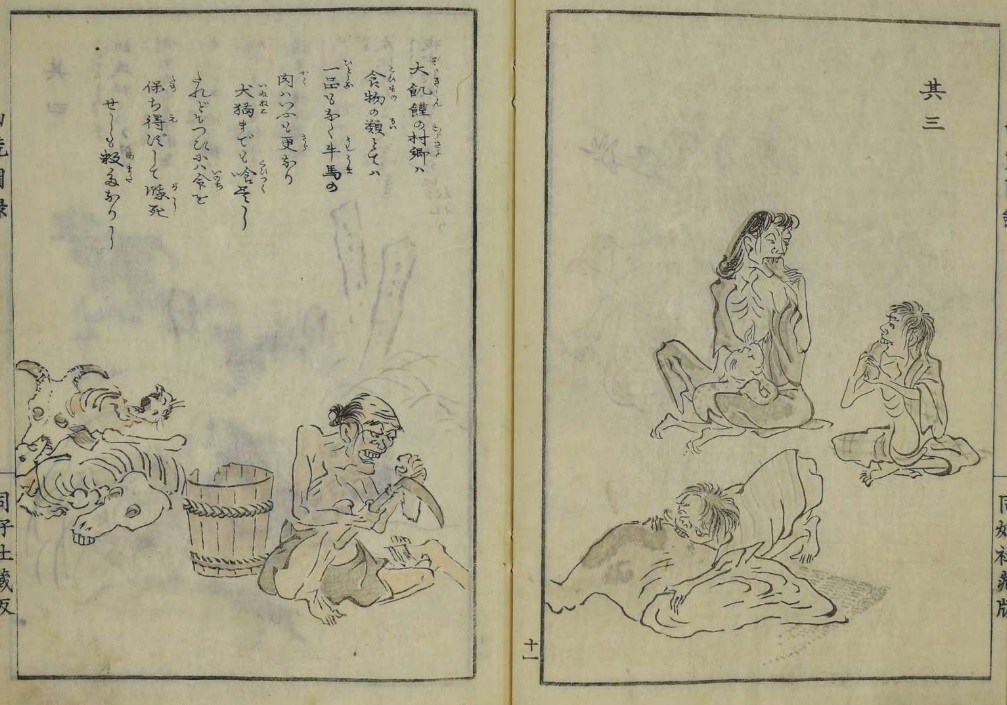

A grande fome de Tenmei (天明の大飢饉, Tenmei no daikikin) foi uma carestia que afectou o Japão durante o período Edo. Considera-se que tenha começado em 1782 e finalizada antes de 1788. Foi nomeado após a Tenmei (1781-1789), durante o reinado do imperador Kōkaku. O goveno shogun durante a fome foi liderado por Tokugawa Ieharu e Tokugawa Ienari. A fome foi a mais mortífera durante o início do período moderno no Japão.
Em Tōhoku, região do nordeste de Honshū, houve uma queda acentuada da safra devido ao mau tempo e frio que se fizeram sentir na década de 1770, resultando na extenuação dessa área rural. Enquanto isso, o monte Iwaki entrou em erupção a 13 de abril de 1783 assim como o monte Asama a 6 de julho o que causou na queda de cinza vulcânica ao redor de todo o Japão.
Para além do dano direto causado pelas erupções, isto levou a uma significante diminuição da radiação solar e as tendências climáticas desceram para graus preocupantes, trazendo danos catastróficos para a agricultura. Por esse motivo, uma grande fome emergiu no ano seguinte. Nessa época, a política mercantil foi tomada na era de Tanuma Okitsugu, o então ministro do Conselho de Estado do shogunato Tokugawa. Para além disso, houve uma imposição financeira significante em cada local Han, o que levou a um encorajamento excessivo do cultivo de arroz (que por conseguinte era vulnerável ao frio) e à falta de armazenamento provincial.

## População do Japão no período Edo
- 1774 (An'ei 3)  25 990 000
- 1780 (An'ei 9) 26 010 000
- 1786 (Tenmei 6) 25 090 000
- 1792 (Kansei 4) 24 890 000
- 1798 (Kansei 10) 25 470 000

### População em Tōhoku
- 1750 (Kan'en 3)  2 680 000
- 1786 (Tenmei 6)  2 370 000
- 1804 (Bunka 1) 2 470 000
- 1828 (Bunsei 11) 2 630 000